# البیر التحتانی
البیر التحتانی (به عربی: البیر التحتانی) یک روستا در سوریه است که در ناحیه مرکز جرابلس واقع شده‌است. البیر التحتانی ۱۷۹ نفر جمعیت دارد.